# Tjeckoslovakiens herrlandslag i basket

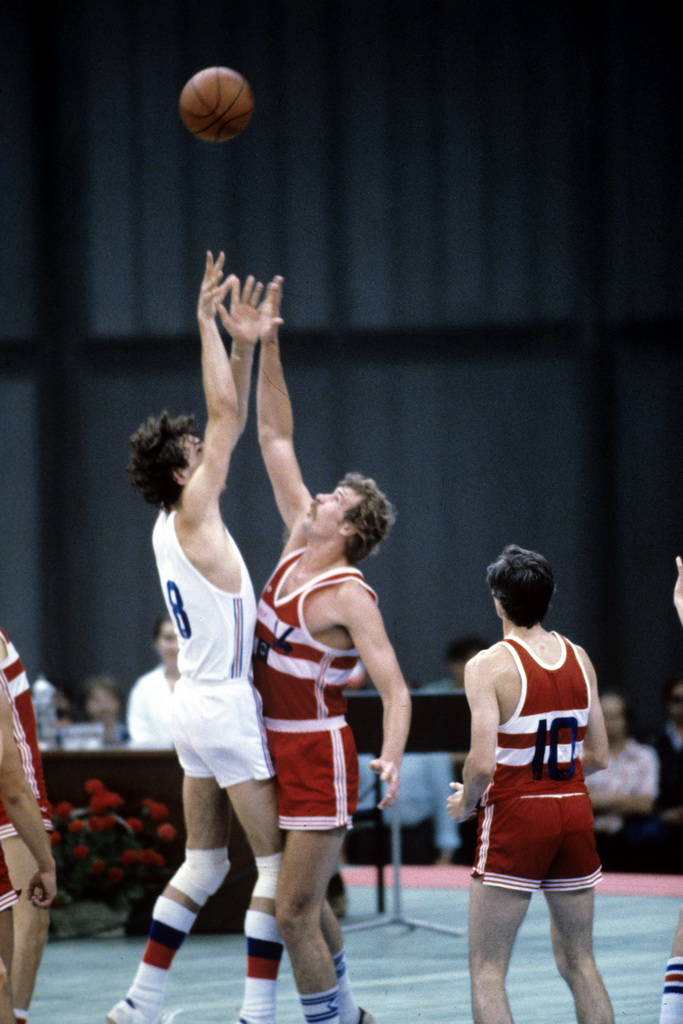
Sovjet-Tjeckoslovakien vid 1980 års olympiska turnering i Moskva.

Tjeckoslovakiens herrlandslag i basket (tjeckiska: Československá basketbalová reprezentace), representerade det tidigare Tjeckoslovakien i basket på herrsidan. Laget tog guld vid Europamästerskapet 1946, samt silver Europamästerskapet 1947, 1951, 1955, 1959, 1967, 1985 och brons 1935, 1957, 1969, 1977 och 1981.

### Fotnoter
1. ↑  Todor Krastev (19 mars 1946). ”Men Basketball 4th European Championship 1946 Geneva (SUI) - 30.04-04.05 Winner Czechoslovakia” (på engelska). Sport Statistics. Arkiverad från originalet den 20 september 2015. https://web.archive.org/web/20150920055341/http://todor66.com/basketball/Europe/Men_1946.html. Läst 17 juni 2015.
2. ↑  Todor Krastev (19 mars 1947). ”Men Basketball European Championship 1947 Prague (TCH) - 27.04-03.05 Winner Soviet Union” (på engelska). Sport Statistics. Arkiverad från originalet den 19 september 2015. https://web.archive.org/web/20150919092645/http://todor66.com/basketball/Europe/Men_1947.html. Läst 17 juni 2015.
3. ↑  Todor Krastev (19 mars 1951). ”Men Basketball European Championship 1951 Paris (FRA) 03-12.05 Winner Soviet Union” (på engelska). Sport Statistics. Arkiverad från originalet den 3 juli 2015. https://web.archive.org/web/20150703203633/http://todor66.com/basketball/Europe/Men_1951.html. Läst 17 juni 2015.
4. ↑  Todor Krastev (19 mars 1955). ”Men Basketball European Championship 1955 Budapest (HUN) - 07-19.06 Winner Hungary” (på engelska). Sport Statistics. http://todor66.com/basketball/Europe/Men_1955.html. Läst 17 juni 2015.
5. ↑  Todor Krastev (19 mars 1959). ”Men Basketball European Championship 1959 Istanbul (TUR) - 21-31.05 Winner Soviet Union” (på engelska). Sport Statistics. Arkiverad från originalet den 19 september 2015. https://web.archive.org/web/20150919091934/http://todor66.com/basketball/Europe/Men_1959.html. Läst 17 juni 2015.
6. ↑  Todor Krastev (19 mars 1967). ”Men Basketball European Championship 1967 Helsinki, Tampere (FIN) 28.09-08.10 Winner Soviet Union” (på engelska). Sport Statistics. http://todor66.com/basketball/Europe/Men_1967.html. Läst 17 juni 2015.
7. ↑  Todor Krastev (19 mars 1985). ”Men Basketball European Championship 1985 West Germany 05-15.06 Winner Soviet Union” (på engelska). Sport Statistics. http://todor66.com/basketball/Europe/Men_1985.html. Läst 17 juni 2015.
8. ↑  Todor Krastev (19 mars 1935). ”Men Basketball 1st European Championship 1935 Geneva (SUI) - 02-05.05 Winner Latvia” (på engelska). Sport Statistics. http://todor66.com/basketball/Europe/Men_1935.html. Läst 17 juni 2015.
9. ↑  Todor Krastev (19 mars 1957). ”Men Basketball European Championship 1957 Sofia (BUL) - 20-30.06 Winner Soviet Union” (på engelska). Sport Statistics. http://todor66.com/basketball/Europe/Men_1957.html. Läst 17 juni 2015.
10. ↑  Todor Krastev (19 mars 1969). ”Men Basketball European Championship 1969 Napoli, Caserta (ITA) - 27.09-05.10 Winner Soviet Union” (på engelska). Sport Statistics. http://todor66.com/basketball/Europe/Men_1969.html. Läst 17 juni 2015.
11. ↑  Todor Krastev (19 mars 1977). ”Men Basketball European Championship 1977 Liege, Oostende (BEL) - 15-22.09 Winner Yugoslavia” (på engelska). Sport Statistics. http://todor66.com/basketball/Europe/Men_1977.html. Läst 17 juni 2015.
12. ↑  Todor Krastev (19 mars 1981). ”Men Basketball European Championship 1981 Czechoslovakia 26.05-05.06 Winner Soviet Union” (på engelska). Sport Statistics. http://todor66.com/basketball/Europe/Men_1981.html. Läst 17 juni 2015.